# Малките шантави рисунки: Великденски приключения
„Малките шантави рисунки: Великденски приключения“ (на английски: Baby Looney Tunes' Eggs-traordinary Adventure) е американски анимационен филм, заснет от Warner Bros. Animation. Базиран е на телевизионния сериал „Малките шантави рисунки“ (Baby Looney Tunes). Филмът представя главните герои от „Малките шантави рисунки“, които търсят истинското значение на Великден.
Продуценти на филма са Глория Ю Дженкинс и Том Минтън, които работят по поредицата от серии. Корейското анимационно студио Dong Woo Animation изготвя анимацията. Филмът е пуснат на VHS и DVD на 11 февруари 2003 г. и по Boomerang през март 2017 г.

## Озвучаващ състав
| Роля                                    | Изпълнител        |
| --------------------------------------- | ----------------- |
| Бабата                                  | Джун Форей        |
| Малкият Бъгс Малкият Дафи Малкият Туити | Сам Винсънт       |
| Малкият Таз                             | Иън Джеймс Корлет |
| Малкият Силвестър                       | Тери Класен       |
| Малката Лола                            | Брит Маккилип     |

## В България
В България филмът е издаден на VHS от Александра Видео с български войсоувър дублаж на Александра Аудио.